# Паредонес
Паредонес (ісп. Paredones) — селище в Чилі. Адміністративний центр однойменної комуни. Населення - 1406 осіб (2002). Селище і комуна входить до складу провінції Карденаль-Каро та регіону Лібертадор-Хенераль-Бернардо-О'Хіггінс.
Територія — 562 км². Чисельність населення - 6188 мешканців (2017). Щільність населення — 11 чол./км².

## Розташування
Селище розташоване за 122 км на південний захід від адміністративного центру області міста Ранкагуа та за 30 км на південь від адміністративного центру провінції міста Пічилему.
Комуна межує:
- на півночі - з комуною Пічилему
- на сході — з комунами Пуманке, Лололь
- на півдні - з комуною Уаланьє
- на південному заході - з комуною Вічукен

На заході комуни розташований Тихий океан.